# FUTURE (ステファニーの曲)
「FUTURE」（フューチャー）は、日本の女性歌手・ステファニーの7枚目のシングル。

## 解説
2009年第2弾シングル。シングル曲としては「フレンズ」以来となる、他のアーティストのフィーチャリングがないステファニーのソロ楽曲である。前作「Pride〜A Part of Me〜 feat.SRM」に続いて映画主題歌として起用される。
また、ステファニー本人が出演するラジオのレギュラー番組「浦和ンクールじゃ困ります」（REDS WAVE、毎週木曜 18:00 - ）のオープニング曲として使われている。

## 収録曲
全曲 作詞：STEPHANIE、作曲：ジョー・リノイエ
1. FUTURE
  - 編曲：ジョー・リノイエ、Yukinori Nakano、坂部大介 & Kentaro Sato
  - ヘキサゴン・ピクチャーズ配給映画『ハイキック・ガール!』主題歌。
2. BREAKDOWN
  - 編曲：ジョー・リノイエ & 鈴川真樹
3. Pride〜A Part of Me〜 （Sweet&Mellow version）
  - 編曲：ジョー・リノイエ & Kentaro Sato
  - 前作シングル曲「Pride〜A Part of Me〜」のアレンジ・バージョン。

## 収録アルバム
- 『Colors of my Voice』（#1）